# 張元輔
張元輔（？—1644年），號相宸，山西汾州府孝义县人，明末清初政治人物，同进士出身。

## 生平
天啓元年（1621年）辛酉科山西鄉試第三十五名舉人，十年（1637年）登丁丑科會試第一百八十六名，廷試三甲第二十七名进士。户部觀政，十四年授行人司行人。甲申之变（1644年）被順軍拷掠至死。

## 家族
曾祖张大纲，吏目赠户部主事；祖张芹，嘉靖丁未进士，陜西延安知府；父张鸃翎，庠生。